# 纂木皇恩寺
纂木皇恩寺是一座古建筑,位于中国山西省晋中市寿阳县西洛镇纂木村。
2021年8月4日，纂木皇恩寺公布为第六批山西省文物保护单位，编号6-116。